# Kapiri Mposhi, Zambia
Kapiri Mposhi, este un oraș în provincia Centrală, Zambia, situat la nord de Lusaka. 
Este un important nod de cale ferată, care face încă din 1976 legătura dintre linia care pleacă de la Kitwe spre Lusaka și Livingstone, operată de Zambia Railways și terminalul estic (New Kapiri Mposhi) al liniei care merge spre Dar-Es-Salaam operată de Tanzania-Zambia Railway Authority (TAZARA).